# Bombay (gato)
El gato Bombay (también conocido como gato negro, gato grande o pantera negra) es una raza de gatos originaria de Estados Unidos, desarrollada en 1965 con el objetivo de lograr una versión en miniatura de la pantera negra. Esta raza surge de cruces entre gatos American shorthair negros y burmeses. En los años 70, el Bombay fue reconocido por dos de los registros de cría más prestigiosos de Estados Unidos, la Asociación de Amantes de los Gatos y la Asociación Internacional de Gatos. Aunque en Estados Unidos y Europa su popularidad varía de moderada a baja.
El rasgo distintivo del Bombay es su pelaje corto y uniformemente negro. Tienen un cuerpo robusto, musculoso y de constitución compacta. Sus rasgos faciales incluyen un hocico corto, ancho con un puente nasal bien definido y orejas espaciadas. Los ojos son grandes, redondos y están separados con colores que van desde el dorado hasta el cobre.
El cuidado del Bombay se reduce a cepillar y cuidar regularmente su pelaje. En Francia, la cría se ha mantenido en alrededor de cincuenta crías por año, desde 2003 hasta 2015.

## Historia de la raza

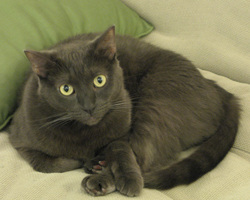

La raza Bombay, relacionada con la birmana, proviene del cruce de un gato de pelo corto americano (American shorthair) de color negro con un Burmés cibelino, con el fin de crear un Burmés de color negro. Dicho cruce tuvo lugar en Estados Unidos a finales de los años 1950. El nombre de su creadora fue Nikki Horner de Kentucky. La población de estos gatos aumentó enormemente y hoy en día, es común verlos en la mayoría de los países.
El nombre de Bombay fue tomado en honor al leopardo negro, felino salvaje de gran similitud con este gato doméstico, cuyo hábitat natural es la ciudad india de Bombay (India).

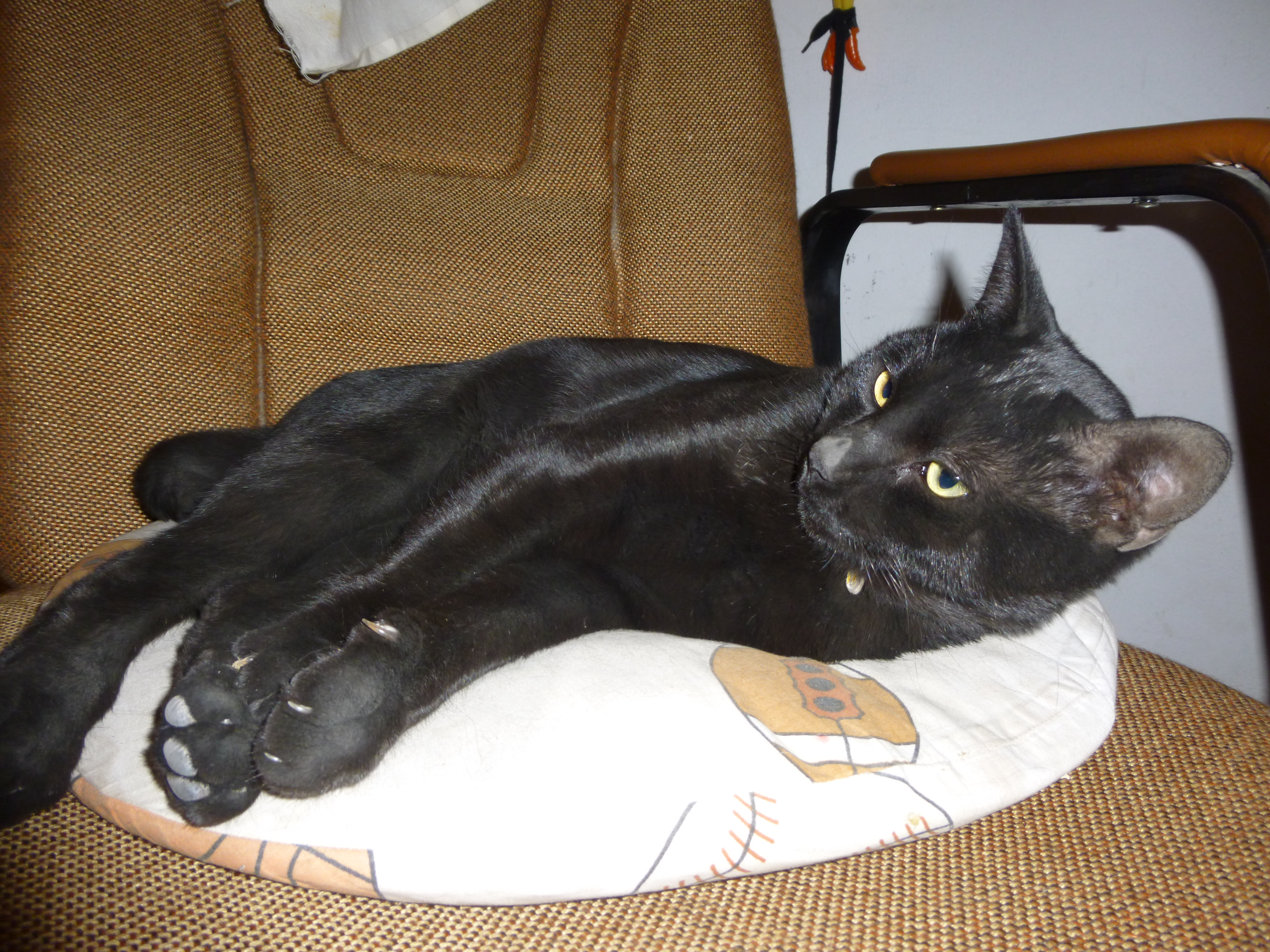
Gato Bombay descansando.

## Características físicas
Es un gato doméstico débil y de tamaño pequeño de cola corta. El pelaje del Bombay es corto, muy pegado al cuerpo y brillante. Prácticamente no tiene pelusa. Es de textura satinada y de color únicamente negro.

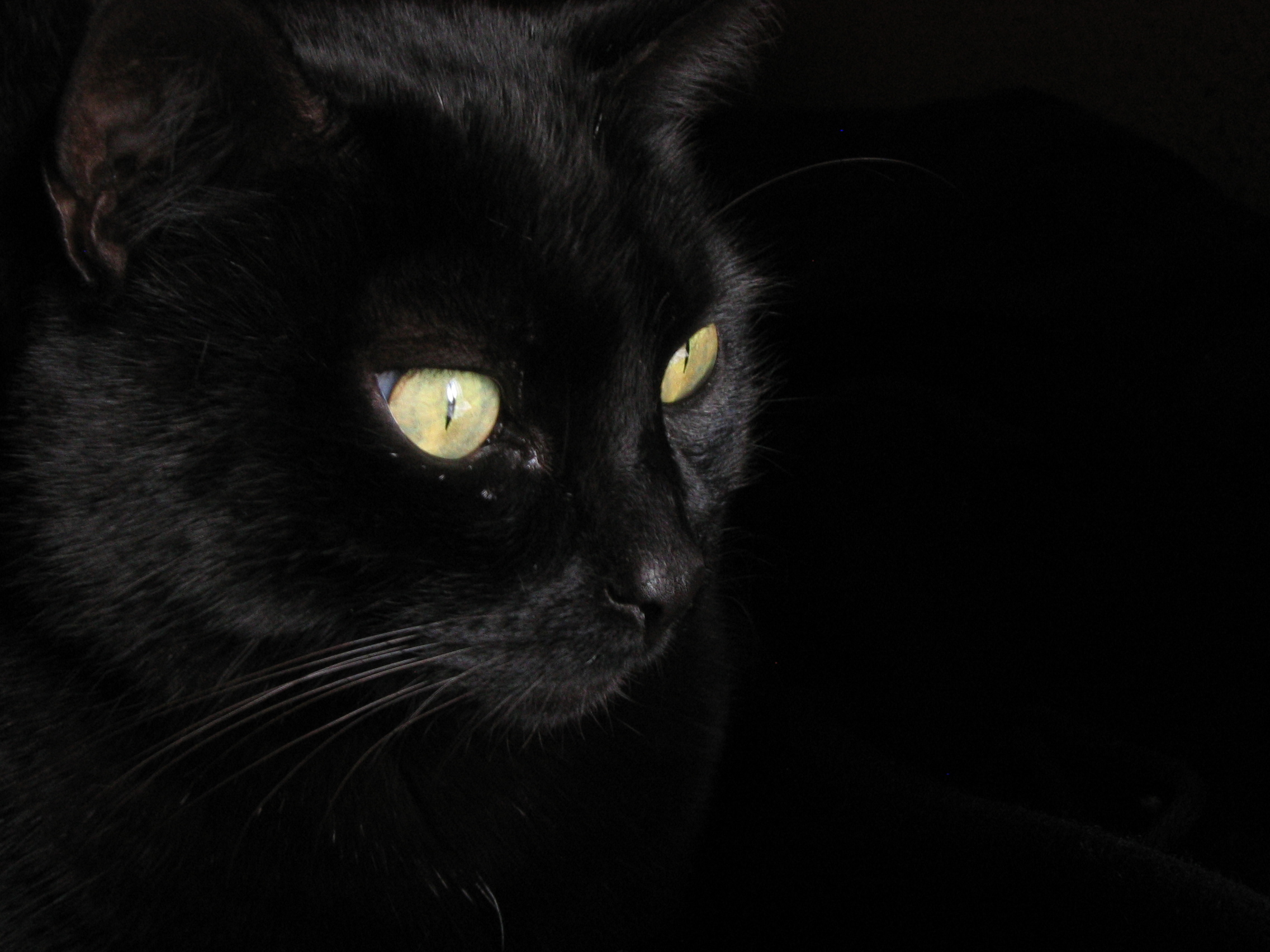
Gato Negro Bombay.

## Comportamiento
Esta raza se caracteriza por actitudes de sensibilidad, así como por una destacada inteligencia. Son gatos cariñosos que tienen mucho apego a sus dueñosbuscando siempre mimos y atención, por lo que la vida en familia es ideal para estos gatos. Su instinto al juego y vivacidad siempre estarán presentes.
Un animal con amplia tolerancia, puede convivir con otros gatos sin problema, los perros y niños también son bienvenidos en la vida del bombay.
La forma de caminar del bombay es similar al de una pantera adulta, con los hombros bajos.

## Salud y alimentación
Los bombay destacan entre las razas por su abundante apetito, por lo mismo son gatos que pueden con gran facilidad padecer sobrepeso cuando viven domesticados. 
Gozan en general de buena salud lo que los convierte en una raza longeva, sin embargo, el padecimiento común es la miocardiopatía hipertrófica así como ciertas deformaciones craneales, herencias de sus antecesores los gatos birmanos.

## Creencias religiosas
El gato bombay es considerado un animal muy simbólico con interpretaciones muy ambiguas.Mientras que en civilizaciones como la del Antiguo Egipto se los consideraba animales sagrados, ya que estaban relacionados con el culto a la diosa Bastet,en la tradición hebrea y babilónica, los gatos se comparan a serpientes, arrolladas en un hogar. Se dice que fueron vistos por la Iglesia como asociados a las brujas.
Está asociado con la diosa griega Hécate y con la diosa nórdica Freyja, ambas relacionadas con la brujería, por lo que en la Edad Media el gato negro ya sería considerado símbolo del Diablo.

## Brujería y superstición
Históricamente, los gatos negros bombays fueron asociados simbólicamente a brujería y el mal. Los gatos negros (y a veces, otros animales del mismo color o incluso blancos) se temía que fueran los familiares de brujas. En el siglo XVII, el gato comenzó a ser asociado a la brujería en muchas áreas del mundo. El gato bombay fue visto generalmente como buena suerte. Sin embargo, en Estados Unidos y zonas de Europa, que mantuvieron cazas de brujas, la asociación con las brujas los hizo ser considerados como portadores de mala suerte.

## Prevalencia
Un estudio de 1977 sobre la prevalencia de distintos colores entre los gatos de Europa y Estados Unidos señala que había más gatos negros en Gran Bretaña, a lo largo de la costa oeste de África, en las costas de España y Francia y en los valles del Ródano y el Río Sena, lo cual sugiere que fuera distribuido por los mercaderes procedente de Grecia o Fenicia.Su poca prevalencia en Italia concuerda con que no existen imágenes del gato negro en el Arte romano.